# ماري فيفيان بيرس
ماري فيفيان بيرس (بالإنجليزية: Mary Vivian Pearce)‏ هي ممثلة أمريكية، ولدت في 9 نوفمبر 1947. بدأت مشوارها المهني سنة 1964.

## وصلات خارجية
- ماري فيفيان بيرس على موقع IMDb (الإنجليزية)
- ماري فيفيان بيرس على موقع روتن توميتوز (الإنجليزية)
- ماري فيفيان بيرس على موقع ألو سيني (الفرنسية)
- ماري فيفيان بيرس على موقع أول موفي (الإنجليزية)
- ماري فيفيان بيرس على موقع قاعدة بيانات الأفلام السويدية (السويدية)
- ماري فيفيان بيرس على موقع قاعدة بيانات الفيلم (الإنجليزية)
- ماري فيفيان بيرس على موقع كينوبويسك (الروسية)